# Neoeuglyphella
Neoeuglyphella is een geslacht van uitgestorven kreeftachtigen uit de klasse van de Ostracoda (mosselkreeftjes).

## Soort
- Neoeuglyphella mandelbaumae Dewey & Puckett, 1991 †